# Rich Parks
Richard E. Parks, detto Rich (28 ottobre 1943 – 19 agosto 1978), è stato un cestista statunitense, professionista nella ABA.

## Carriera
Venne selezionato dai Cincinnati Royals al quinto giro del Draft NBA 1966 (47ª scelta assoluta).

## Palmarès
- Campionato ABA: 1

Pittsburgh Pipers: 1968